# Tim Van de Velde
Tim Van de Velde (1 februari 2000) is een Belgische atleet, die gespecialiseerd is in de middellange afstand en het veldlopen. Hij veroverde tot op heden één Belgische titel.

## Biografie
Van de Velde werd in 2016 Europees kampioen U18 op de 2000 m steeple. Het jaar nadien nam hij in Grosseto op de 1500 m deel aan de Europese kampioenschappen U20. Hij kon zich plaatsen voor de finale, waarin hij slechts twaalfde eindigde. In 2018 nam hij op de 3000 m steeple deel aan de wereldkampioenschappen U20. Hij werd achtste in de finale. Op hetzelfde nummer nam hij het jaar nadien deel aan de Europese kampioenschappen U20 in Borås. Ook hier wist hij zich vlot te plaatsen voor de finale, waarin hij ontgoochelend slecht tiende werd. Hij nam ook driemaal deel aan de Europese kampioenschappen veldlopen U20. Na een elfde en vijftiende plaats werd hij bij zijn derde deelname slechts 48e.
Door zijn goede prestatie op de 1500 m kreeg Van de Velde eind 2020 het A-statuut bij de Vlaamse Atletiekliga. In 2021 werd hij voor de eerste keer Belgisch kampioen op de 3000 m steeple.
Van de Velde is aangesloten bij Atletiek Club Duffel.

## Kampioenschappen

### Internationale kampioenschappen
| Onderdeel      | Titel                 | Jaar |
| -------------- | --------------------- | ---- |
| 2000 m steeple | Europees kampioen U18 | 2016 |

### Belgische kampioenschappen
Outdoor
| Onderdeel      | Jaar |
| -------------- | ---- |
| 3000 m steeple | 2021 |

## Persoonlijke records
Outdoor
| Onderdeel      | Prestatie | Datum            | Plaats         |
| -------------- | --------- | ---------------- | -------------- |
| 800 m          | 1.50,15   | 4 augustus 2018  | Kessel-Lo      |
| 1500 m         | 3.38,15   | 6 september 2020 | Heusden-Zolder |
| 1 mijl         | 4.05,11   | 15 juni 2017     | Oslo           |
| 3000 m         | 7.51,75   | 1 mei 2022       | Herentals      |
| 3000 m steeple | 8.18,68   | 30 april 2024    | Huelva         |

Indoor
| Onderdeel | Prestatie | Datum            | Plaats           |
| --------- | --------- | ---------------- | ---------------- |
| 1500 m    | 3.46,33   | 20 februari 2020 | Louvain-la-Neuve |

## Palmares

### 1500 m
- 2017:  BK AC – 3.48,65
- 2017: 12e EK U20 in Grosseto – 4.02,86
- 2019:  BK AC – 3.51,65
- 2021:  BK indoor AC – 3.46,33

### 2000 m steeple
- 2016:  EK U18 in Tbilisi– 5.53,77

### 3000 m steeple
- 2018: 8e WK U20 in Tampere – 9.02,03
- 2018: 10e EK U20 in Boras – 9.14,91
- 2021:  BK AC – 9.06,03
- 2022: 13e in reeks WK in Eugene – 9.03,11
- 2022: 9e in reeks EK in München – 8.38,23
- 2023:  BK AC – 8.53,92

### veldlopen
- 2017: 11e EK U20 in Samorin
- 2018: 15e EK U20 in Tilburg
- 2019: 48e EK U20 in Lissabon